# LyondellBasell
LyondellBasell Industries è un'azienda nata dalla fusione tra Basell e Lyondell Chemical Company che si occupa della produzione di polipropilene, polietilene e catalizzatori per polipropilene.
In Italia è presente:
- a Ferrara con il Centro Ricerche "Giulio Natta" (impianti produttivi, centro ricerche, uffici amministrativi);
- a Brindisi (impianti produttivi);
- a Milano (sede legale ed attività commerciali)
- a Gorla Maggiore (impianti produttivi)[1].

Fino al 2012 a Terni vi erano degli impianti produttivi con 130 addetti, ora chiusi. La chiusura è avvenuta a seguito dell'ammissione della capogruppo americana alle procedure del Chapter 11. Nei primi mesi del 2010, infatti, venne annunciata la volontà di chiudere e smantellare il sito ternano: il 30 giugno 2010 la produzione è stata interrotta, sebbene sia ripresa qualche giorno dopo le proteste degli operai e a seguito di un incontro trilaterale tra azienda, sindacati e i vertici del Ministero dello sviluppo economico. Permanendo comunque l'intenzione di LyondellBasell di dismettere le attività umbre entro il 30 giugno 2011, la chiusura definitiva è avvenuta nel 2012.